# Fritz Schulte
Fritz Eduard Schulte, född 29 maj 1879 i Stockholm, död 16 januari 1938, var en svensk medaljgravör.
Han var son till kantorn EFG Schulte och Hulda Gustava Elisabeth Wallius och från 1932 gift med Dagmar Elin Alfhilda Ydström. Schulte utbildade sig till gravör vid guldsmedsverkstäder i Tyskland, England och USA och etablerade slutligen en egen ateljé i San Francisco. Han återvände till Sverige strax före sin död Schulte och öppnade en ateljé i Stockholm. Bland hans produktion märks medaljer över George Washington, drottning Maria av Rumänien och en puns med en bild på Gösta Ekman samt snäckskalskaméer.    